# Dolina Sąspowska

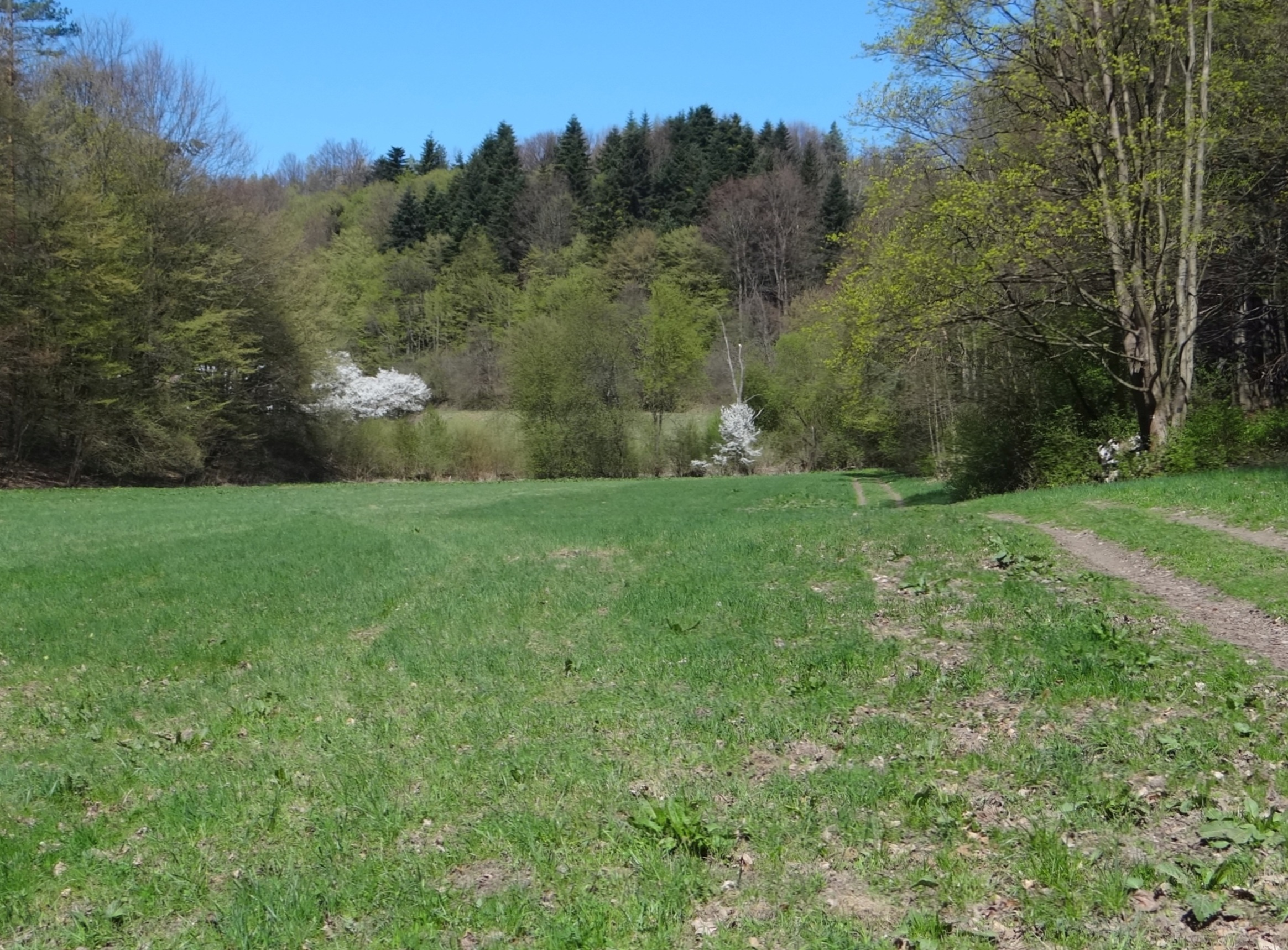

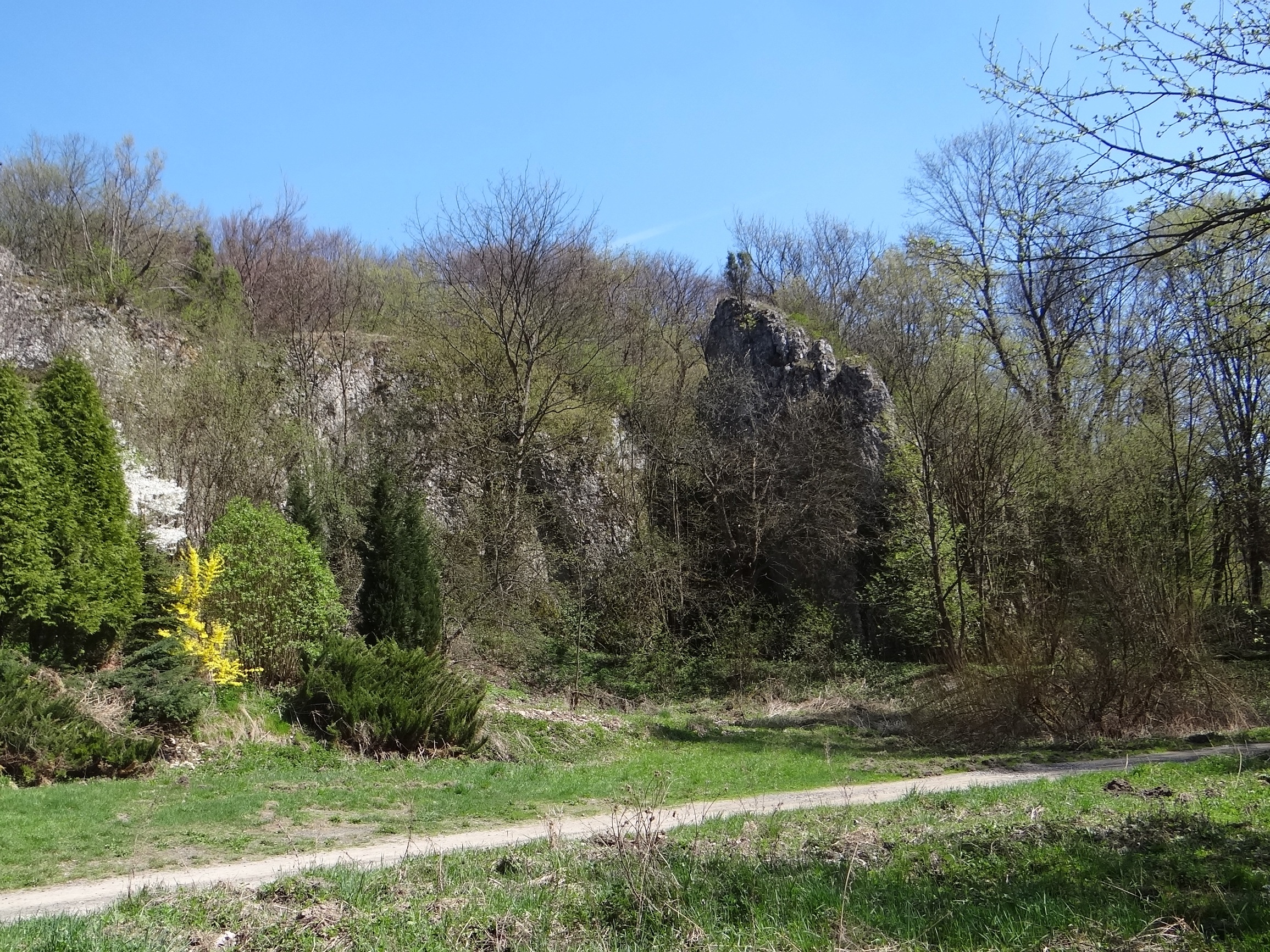

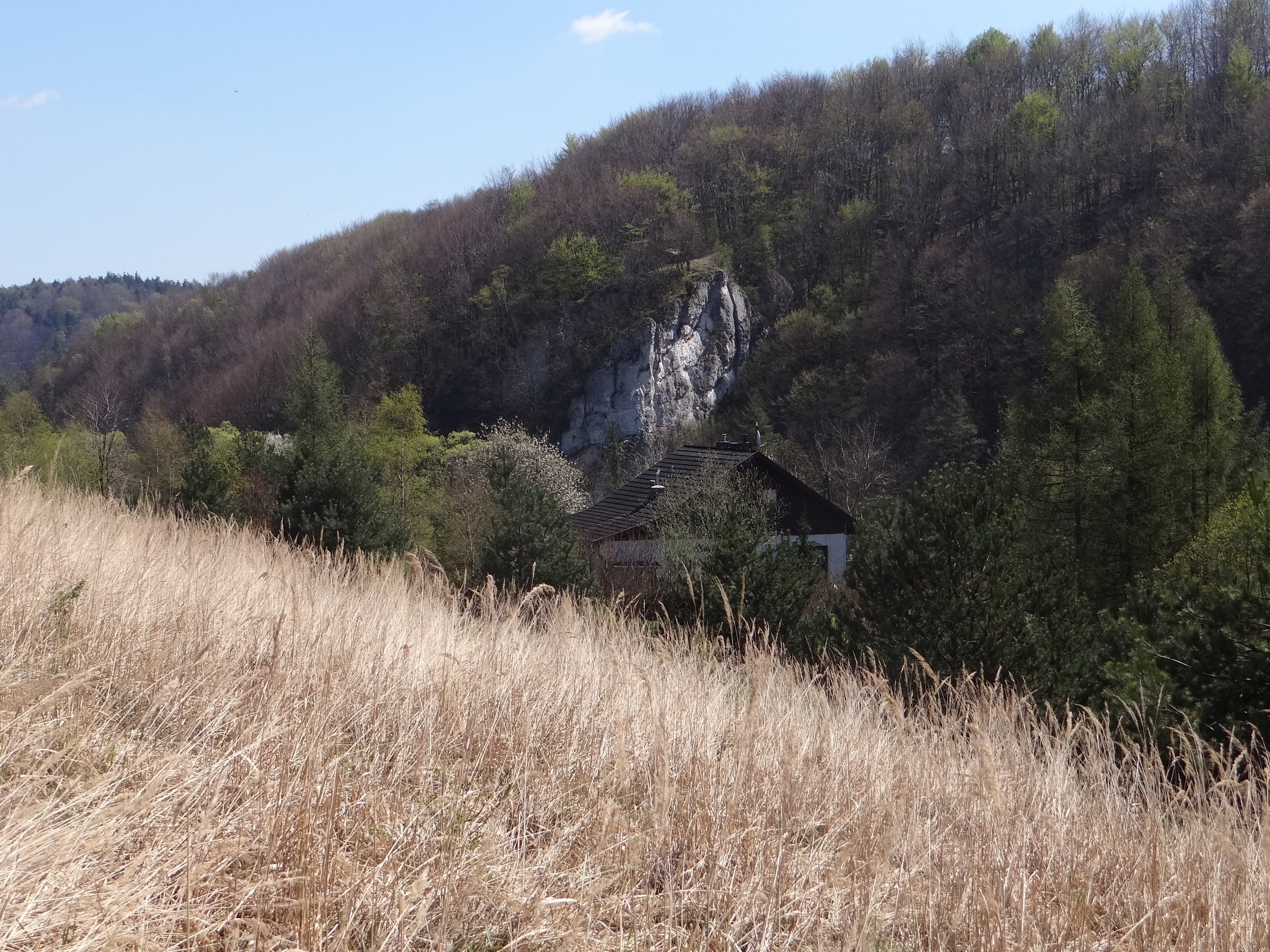

Dolina Sąspowska – prawe odgałęzienie Doliny Prądnika na Wyżynie Olkuskiej, prawie całkowicie znajdujące się w granicach Ojcowskiego Parku Narodowego. Jest to druga co do wielkości dolina tego parku, wyżłobiona w zboczach Góry Chełmowej i Złotej Góry. Na obszarze parku znajduje się środkowa i dolna część, mająca długość ok. 5 km. Część ta jest prawie niezabudowana (jedynie w jej górnej części rzadkie zabudowania).
Dnem doliny płynie potok Sąspówka, prawy dopływ Prądnika. Charakteryzuje się wyjątkowo czystą wodą (I klasa czystości). Potok zasilany jest licznymi źródłami, m.in.: Źródło Harcerza, Źródło spod Graba, Źródło Ruskie, Źródło Filipowskiego. W źródle Harcerza żyje wypławek alpejski, będący reliktem epoki lodowcowej. W Sąspówce żyją pstrągi potokowe i bobry, sprowadzone w 1985 roku. Śladem ich bytności są liczne tamy na potoku.
Wylot Doliny Sąspówki do Doliny Prądnika obramowany jest skalną bramą. Po północnej stronie tworzy ją skałka Plażówki, po południowej izolowana skała Jonaszówka, będąca punktem widokowym. Na wysokości szczytu tej skały znajdował się dawniej poziom dna obydwu dolin. Na zboczach liczne skały wapienne. W lewym zboczu są to: Wykotna, Iłowa, Oborzysko, Wrota, Bramka, Krzyżówka, Czubatka, Krzykała, Framugi, Muszla, Skały Lisie, Skała Langiewicza. Skały te kryją jaskinie, których są w dolinie 164, m.in. Jaskinia Sąspowska, Koziarnia, Tunel Wielki. Ze szlaku turystycznego większość skał jest prawie niewidoczne, zasłaniają je bowiem drzewa. W grupie skał Framugi znajduje się schronisko Wylotne, w którym odkryto jedno z najstarszych miejsc pobytu człowieka w tych okolicach. Do doliny uchodzi kilka niewielkich bocznych wąwozów: Koziarnia, Słupianka, Jamki, Pradła, Puklowiec, Błotny Dół. Obok wylotu wąwozu Jamki są Skały Chmielewskiego.
Płaskie i w większości pokryte łąkami dno doliny wypełnia powstała w holocenie martwica wapienna. Obydwa zbocza porośnięte są lasem. głównie grądem i buczyną karpacką. W niektórych miejscach zachowały się resztki lasów jaworowych, a przy korycie Sąspówki nadrzecznych łęgów. Z rzadszych roślin nad korytem Sąspówki rośnie ułudka leśna, z rzadszych ptaków występuje pluszcz zwyczajny i pliszka górska, obserwowano zimorodka. Bogata jest fauna bezkręgowców.
Cały teren doliny (poza łąkami na jej dnie) objęty jest ścisłą ochroną, poruszać wolno się tylko szlakiem turystycznym. Wspinaczka skałkowa jest zabroniona, na penetrację jaskiń trzeba mieć zgodę dyrekcji parku. Łąki nie są użytkowane gospodarczo. Aby nie zarosły lasem i zachowana została ich różnorodność biologiczna prowadzi się na nich ochronę czynną – raz do roku koszenie (późnym latem).
W Dolinie Sąspowskiej w roku 1956 kręcono film dla dzieci Marysia i krasnoludki. W dolnej części doliny znajdują się też mogiły z okresu II wojny światowej (1939-1945), w tym  zbiorowa mogiła Żydów rozstrzelanych przez Niemców w 1943 r. oraz dwa pojedyncze groby.

## Szlaki turystyki pieszej
żółty z Wierzchowia przez Dolinę Prądnika i Dolinę Sąspowską do Pieskowej Skały.
 zielony z parkingu na Złotej Górze do Doliny Sąspowskiej